# Gennadij Vasil'ev
Gennadij Vasil'ev (31 agosto 1940 – Mosca, 21 ottobre 1999) è stato un regista sovietico.

## Filmografia parziale

### Regista
- Finist - Jasnyj sokol (1975)
- Poka b'jut časy (1976)
- Novye priključenija kapitana Vrungelja (1978)
- Rus' iznačal'naja (1985)
- Car' Ivan Groznyj (1991)